# Echinocyamus grandis
Echinocyamus grandis is een zee-egel uit de familie Echinocyamidae.
De wetenschappelijke naam van de soort werd in 1925 gepubliceerd door Hubert Lyman Clark.